# Laubacher Orgelwettbewerb

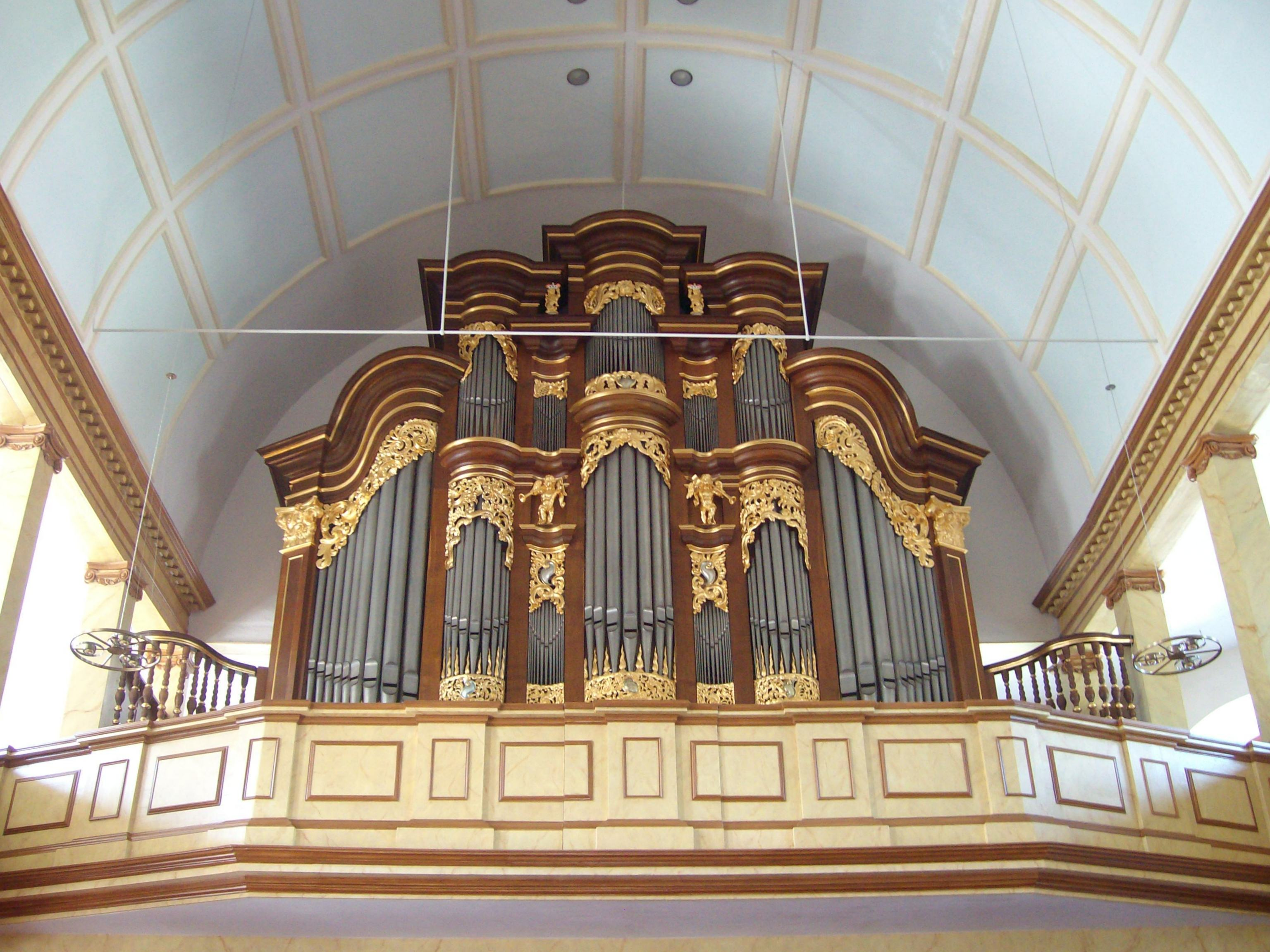
Orgel der Laubacher Stadtkirche

Der Laubacher Orgelwettbewerb ist der offizielle Orgelwettbewerb für nebenamtliche Organisten der Evangelischen Kirche in Hessen und Nassau. Er findet in einem dreijährigen Turnus in der Evangelischen Stadtkirche in Laubach an der dortigen Barockorgel statt. Erstmalig wurde der Wettbewerb 2012 ausgetragen. Teilnahmeberechtigt sind alle Organisten der EKHN, welche maximal die C-Prüfung absolviert haben und kein Studium der Kirchenmusik oder einen Studiengang mit dem Hauptfach Orgel begonnen oder abgeschlossen haben.

## Wettbewerbsbestandteile
Der Wettbewerb beinhaltet Literaturspiel und liturgisches Orgelspiel. Er wird in zwei Runden anonym ausgetragen. Der Wettbewerb findet in drei Alterskategorien statt. Je nach Alter erhalten die Teilnehmer unterschiedlich Bonuspunkte.
In der ersten Runde ist eben einem Pflichtstück im Literaturspiel ist ein Literaturstück nach eigener Wahl vorzutragen. Im liturgisches Orgelspiel ist ein Lied aus dem EG nach eigener Wahl mit einem eigenen Vorspiel, welches improvisiert oder notiert sein kann und mit zwei unterschiedlichen Begleitsätzen zu spielen. Die gesamte Spieldauer beträgt 15 Minuten.
In der zweiten Runde sind ein Plichtstück und die Lieder vorgegeben. Ein weiteres Literaturstück (abweichend von der Runde 1) muss gewählt werden. Die gesamte Spieldauer beträgt 20 Minuten.

## Jurymitglieder
Jurymitglieder waren bisher in erster Linie verschiedene Professoren und Dozenten von Hochschulen, Vertreter der Stadt Laubach und Landeskirchenmusikdirektorin Christa Kirschbaum. Dazu gehörten bereits Hans-Jürgen Kaiser, Carsten Klomp, Carsten Wiebusch, Maria Mokhova, Graf Friedrich zu Solms-Laubach u. a.

## Preisträger
- 2012: 1. Platz: Laura Andersohn, 2. Platz: Tim Oliver Reinschmidt, 3. Platz: Lukas Nagel
- 2014: 1. Platz: Hermann Wilhelmi, 2. Platz: Miriam Schulze, 3. Platz: Walter Hilbrands
- 2016: 1. Platz: Ulrike Viel, 2. Platz: Manuel Pschorn, 3. Platz: Uwe Rauschelbach
- 2019: 1. Platz: Jens Braun, 2. Platz: Josua Velten, 3. Platz: Ferdinand Fahn
- 2022: 1. Platz: Leonard Gürtel, 2. Platz: Anna Pauline Dückert, Jonathan Beyer, Laurin Zeissler (punktgleich)[1]

## Orgel
Die Orgel der Laubacher Stadtkirche geht auf ein Werk zurück, das zwischen 1747 und 1750 von den thüringischen Orgelbauern Johann Casper Beck und Johann Michael Wagner gebaut wurde. Mitarbeiter war der junge Johann Andreas Heinemann. 1965 wurde ein drittes Manual ergänzt. 2010 restaurierte die Orgelbaufirma Förster & Nicolaus das Instrument. Mit dem Einbau einer Doppelregistertraktur wurde eine Setzeranlage verwirklicht. Die Disposition mit 31 Registern lautet wie folgt:
| I Hauptwerk C–f3 |                |       |   |
| 1.               | Quintathoena   | 16′   | H |
| 2.               | Principal      | 8′    | H |
| 3.               | Viola di Gamba | 8′    |   |
| 4.               | Fleut Travers  | 8′    |   |
| 5.               | Gedackt        | 8′    | H |
| 6.               | Octave         | 4′    | H |
| 7.               | Rohrfleuto     | 4′    |   |
| 8.               | Superoctave    | 2′    | H |
| 9.               | Sesquialter II | 2 ⁄3′ | H |
| 10.              | Mixtur V       | 2′    |   |
| 11.              | Trompeta       | 8′    |   |

| II Oberwerk C–f3 |                     |    |   |
| 12.              | Musikalisch Gedackt | 8′ |   |
| 13.              | Quintathoena        | 8′ |   |
| 14.              | Salicional          | 8′ |   |
| 15.              | Principal           | 4′ | H |
| 16.              | Fleute douce        | 4′ |   |
| 17.              | Flachinet           | 2′ | H |
| 18.              | Cymbal III          | 1′ |   |
|                  | Tremulant           |    |   |

| III Echowerk C–f3 |                |        |  |
| 19.               | Echo Gedackt   | 8′     |  |
| 20.               | Harmonica      | 8′     |  |
| 21.               | Flauto amabile | 8′     |  |
| 22.               | Traversflöte   | 4′     |  |
| 23.               | Nasard         | 2 ⁄3′  |  |
| 24.               | Octavin        | 2′     |  |
| 25.               | Terz           | 1 3⁄5′ |  |
| 26.               | Oboe           | 8′     |  |
|                   | Tremulant      |        |  |

| Pedal C–f1 |               |     |   |
| 27.        | Principalbass | 16′ | H |
| 28.        | Violonbass    | 16′ | v |
| 29.        | Subbass       | 16′ |   |
| 30.        | Octavbass     | 8′  |   |
| 31.        | Gedacktbass   | 8′  |   |
| 32.        | Posaunenbass  | 16′ |   |
| 33.        | Trompetenbass | 8′  | v |

- Koppeln: II/I, III/I, III/II, I/P, II/P, III/P
- Nebenregister: Zimbelstern (Oberwerk)
- Spielhilfe: Transponiervorrichtung für das ganze Instrument (Chorton/Kammerton), 4000fache Setzeranlage

H = ganz oder weitgehend original erhalten
v = vakant, zum Ausbau vorbereitet